# Österreichs Journalist:in
Österreichs Journalist:in (früher Der Österreichische Journalist) ist eine seit 1987 erscheinende Fachzeitschrift für Journalisten mit Sitz in Salzburg.

## Geschichte
Österreichs Journalist:in erscheint sechsmal jährlich im Salzburger Medienfachverlag Oberauer, der unter anderem auch die Medienfachzeitschriften Medium Magazin und Schweizer Journalist:in sowie den Mediendienst Newsroom.de verlegt. Ergänzend zu den zweimonatlichen Hauptausgaben gibt es Sonderthemen und Specials, wie OÖ Journalist, Sportjournalist, Motorjournalist, Politikjournalist, Kulturjournalist, NÖ Journalist, Steirischer Journalist, Agrarjournalist, Medizinjournalist, Tiroler Journalist und APA-Special, die jeweils in die Zeitschrift integriert sind.
Die Zeitschrift ist spezialisiert auf den Printbereich und wendet sich vor allem an Journalisten in Österreich. Die Druckauflage beträgt laut Mediadaten durchschnittlich 5.100 Exemplare. Chefredakteur ist Georg Taitl.
Im März 2021 wurde die Zeitschrift Der Österreichische Journalist in Österreichs Journalist:in umbenannt. Auslöser war die im Vorjahr von der Journalistin Alexandra Wachter auf Twitter geäußerte Kritik, dass der Titel Journalistinnen nicht einschließe.

## Journalist des Jahres
Von Chefredakteuren und Medienjournalisten werden jährlich die Journalisten des Jahres gekürt. Bis 2022 fand eine Online-Abstimmung unter Österreichs Journalistenschaft statt. 2022 soll eine Jury aus rund 230 Personen die Letztentscheidung über die Preisträger fällen.